# Tramvia a Graz
La xarxa de tramvies de Graz és una xarxa de tramvies que formen una part essencial del sistema de transport públic de Graz, que és la capital de l'estat d'Estíria, i la segona ciutat més gran d'Àustria.
La xarxa es troba en funcionament des de l'any 1878 i compta actualment amb sis línies diürnes i cinc línies nocturnes i de diumenges. L'any 2012 la xarxa de tramvies de Graz era de gairebé 60 kilòmetres i va donar servei a 53,56 milions de passatgers. Està operat per la divisió Graz Linien de Holding Graz, l'empresa de serveis públics propietat de la ciutat que també opera la xarxa d'autobusos de la ciutat i el funicular Schlossbergbahn. Els tramvies formen part del sistema tarifari integrat d'Estíria que cobreix tots els modes de transport públic a Graz i Estiria.
El Museu del Tramvia de Graz, al final de la línia 1 a Mariatrost, té nombroses exposicions relacionades amb el sistema.

## Història

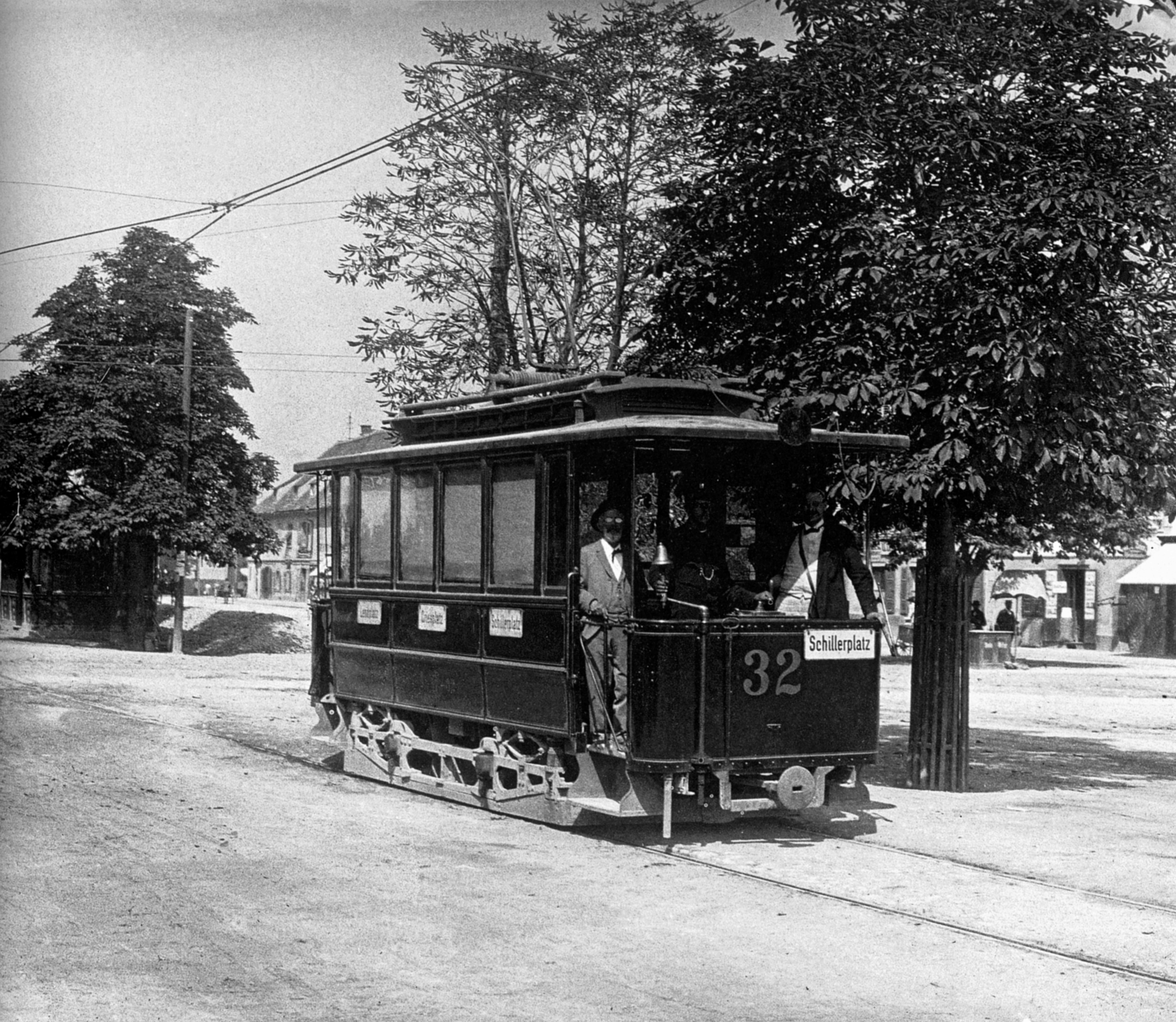
El primer tramvia elèctric l'any 1899

Els primers tramvies que van circular a Graz van ser remolcs de cavalls de propietat privada, i el servei va començar el 1878. Les línies es van electrificar a partir de 1899. L'any 1939, la ciutat va adquirir la xarxa de tramvies.
L'any 1941, el ferrocarril elèctric de via estreta que des del 1898 unia Graz amb el suburbi de Mariatrost es va convertir a via estàndard i va passar a formar part de la xarxa de tramvies. El llarg tram exterior resultant de la ruta 1 del tramvia encara conserva moltes característiques del ferrocarril lleuger, amb el seu recorregut fora del carrer i llargs trams de via única.

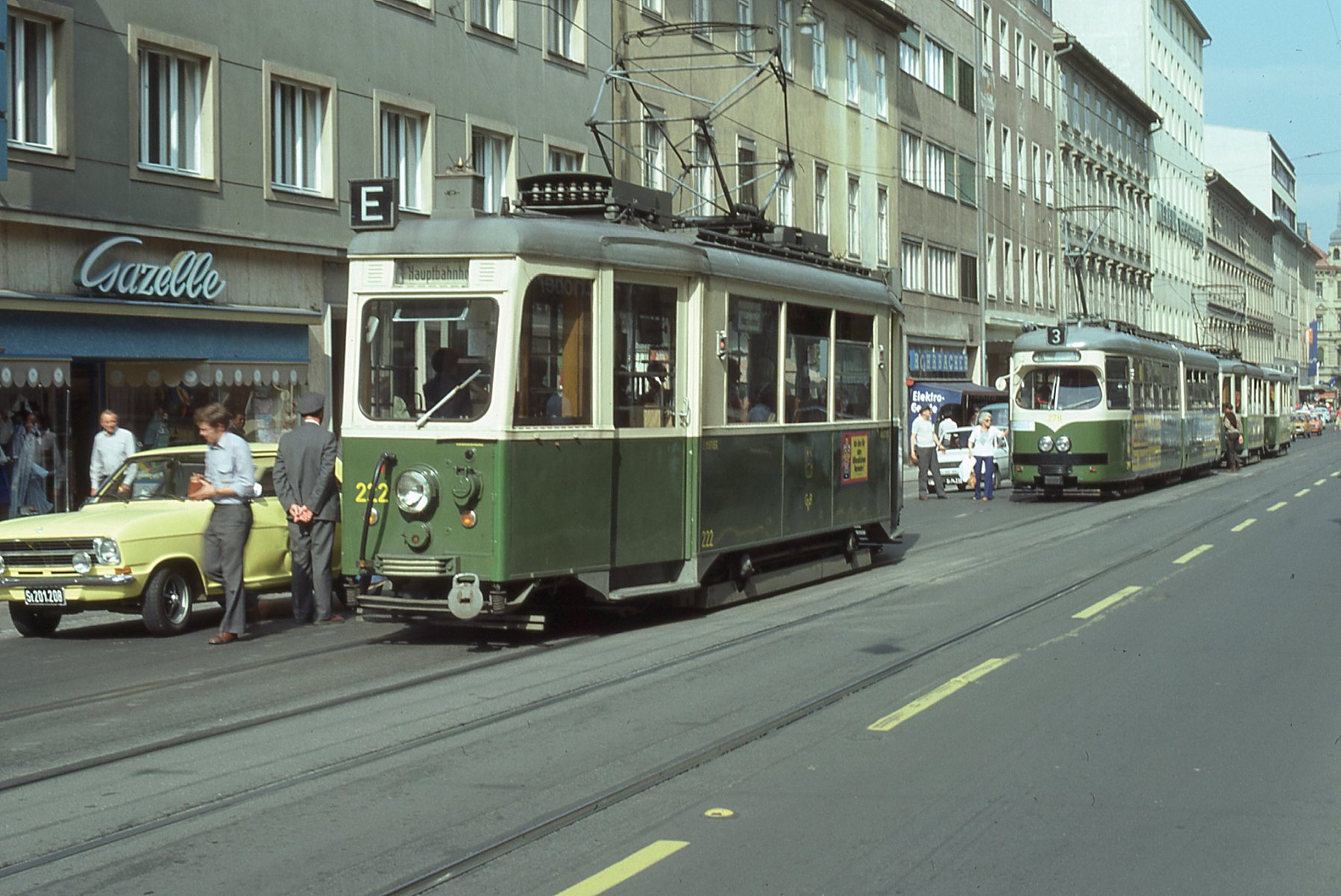
Els tramvies de Graz el 1977

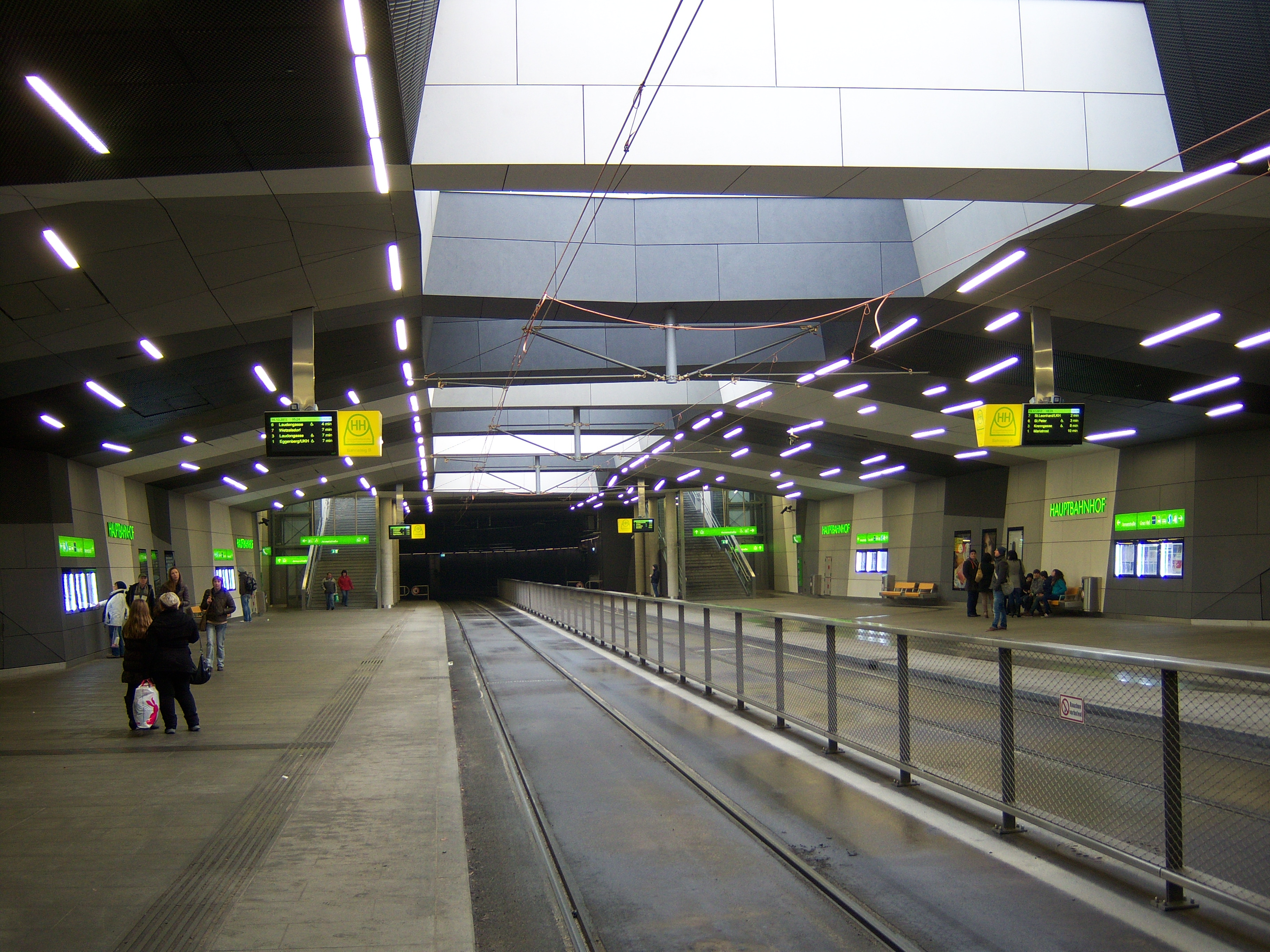
Parada de tramvia subterrània a l'estació de tren principal de Graz des del 2012

La xarxa de tramvies de Graz va assolir el seu punt àlgid l'any 1950. L'augment de la propietat d'automòbils i el creixement de zones residencials a les zones perifèriques de la ciutat no servides pels tramvies van provocar una caiguda de l'ús del tramvia i, finalment, després de 1950, el tancament de diverses vies del tramvia. La ciutat va introduir troleibusos el 1941 per donar servei a les zones exteriors de la ciutat, però aquests van ser substituïts per autobusos motoritzats el 1967.
A la dècada de 1990, quan els estrets carrers centrals de la ciutat no s'adaptaven a les grans quantitats de trànsit de cotxes privats, la ciutat va adoptar una política de millora i ampliació del transport públic, amb la modernització i ampliació del tramvia. L'àrea al voltant de Jakominiplatz es va desenvolupar com a principal intercanviador de tramvia i autobusos urbans des de 1995, mentre que les extensions a Puntigam, Liebenau/Murpark i St Peter van seguir el 2006 i el 2007.
El 2001, Graz va ser allà on Bombardier Transportation va llançar el disseny Cityrunner, amb l'adquisició per part de la ciutat de 18 tramvies llargs de 27 metres de llargària.
El 2007, Graz va demanar 45 tramvies Variobahn d'Stadler per lliurar-los entre el 2009 i el 2015. Aquests vehicles van ser controvertits, amb queixes pels nivells de soroll i vibracions. Inicialment fets servir només a les línies 4 i 5 de l'eix nord-sud, els tramvies van començar a funcionar a l'eix est-oest l'any 2013, després de modificacions i la imposició d'un límit de velocitat.
L'any 2012 es van construir nous túnels de tramvia per donar servei a l'estació de tren principal de la ciutat (Graz Hauptbahnhof). Els tramvies de la línia principal ara paren a una nova estació de tramvia subterrània. Això permet que quatre de les sis línies de la ciutat tinguin parada a l'estació.
L'any 2016 es va construir una nova extensió de la línia 7 per donar servei al nou campus mèdic de la Universitat de Graz a Stiftingtalstraße i es va obrir al públic l'11 de setembre de 2016. La línia es va ampliar en una parada des de l'anterior terminal a St. Leonhard.

## Línies
Els següents serveis funcionen durant els dies de dilluns a dissabte:
- Línia 1 : Eggenberg / UKH – Hauptbahnhof – Jakominiplatz – Mariatrost
- Línia 3 : Andritz – Jakominiplatz – Krenngasse
- Línia 4 : Reininghaus – Hauptbahnhof – Jakominiplatz – Liebenau / Murpark
- Línia 5 : Andritz – Jakominiplatz – Puntigam
- Línia 6 : Smart City – Hauptbahnhof – Jakominiplatz – St. Peter
- Línia 7 : Wetzelsdorf – Hauptbahnhof – Jakominiplatz – LKH Med Uni/Klinikum Nord

Els següents serveis funcionen els vespres i els diumenges:
- Línies 1, 4, 5, 6 i 7: com a dalt
- Línia 23 : Krenngasse – Jakominiplatz

## Infraestructura

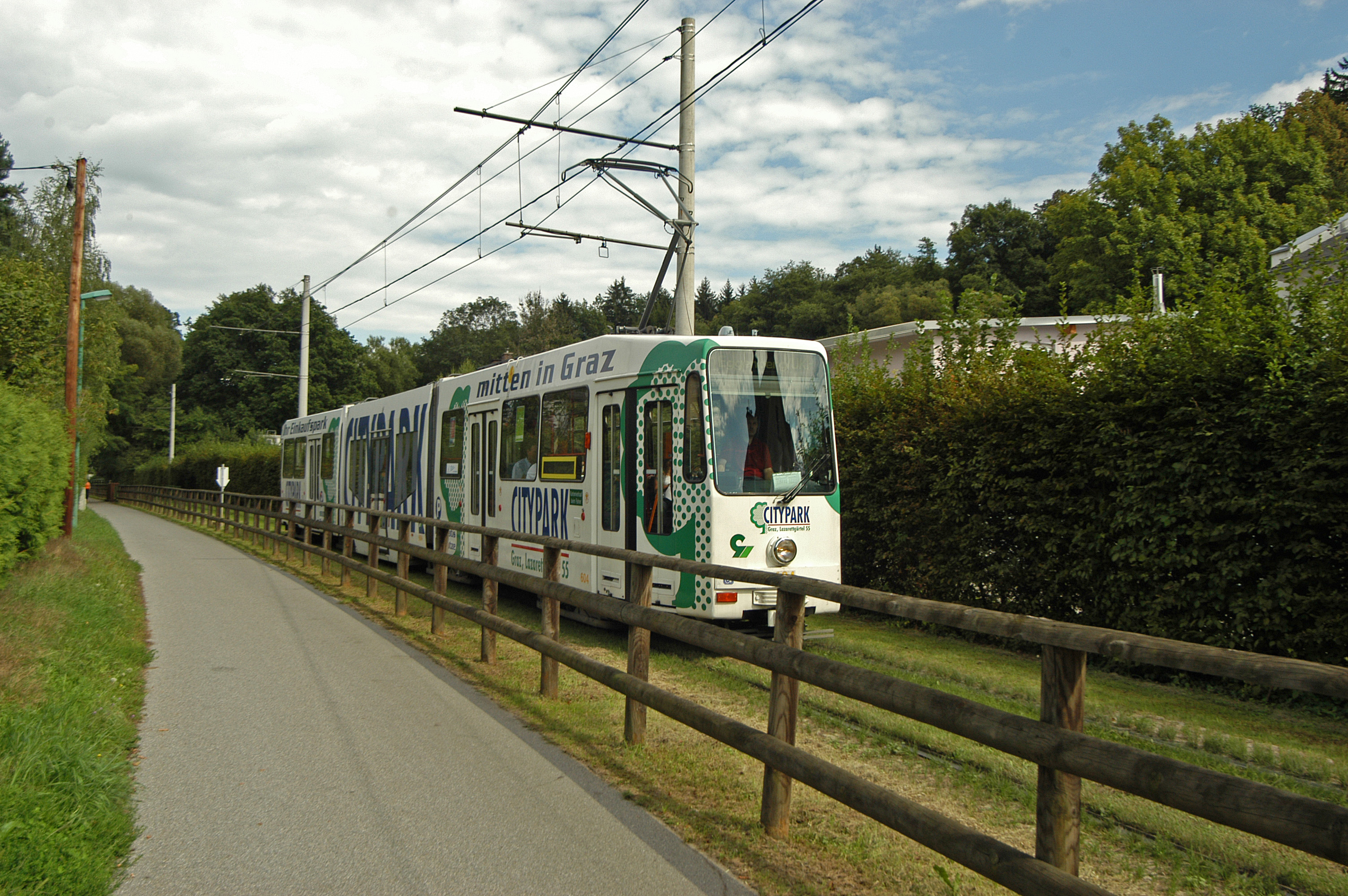
Tramvia a l'antic tram de tren lleuger de la línia 1

La xarxa de tramvies de Graz està construïda amb un ample estàndard i s'electrifica mitjançant una línia aèria a 600 V DC. La xarxa és en gran part de doble via, amb uns 3,5 kilòmetres de via única al tram de la línia 1 on abans operava l'antic tren lleuger i poc més d'1 kilòmetre cap a l'estació terminal sud de la línia 5. La major part de la via està a rasant, amb l'excepció de la parada del tramvia subterrània, amb túnels d'enllaç, a l'estació Hauptbahnhof, i un túnel curt just abans de la terminal sud de la línia 5.
Amb l'excepció dels trams curts tunelitzats i de l'antic tram de ferrocarril lleuger de la línia 1, tot el sistema és als carrers de la ciutat, amb diferents graus de segregació. Com que els tramvies són d'un sol extrem, amb portes només d'un costat, totes les ubicacions de les terminals estan equipades amb llaços giratoris i totes les parades del tramvia estan a la vora del tramvia.